# 颶風約翰 (1994年)
飓风约翰（英語：Hurricane John）又名台风约翰（英語：Typhoon John），是1994年太平洋飓风季的一个热带气旋，其持续时间之久、行进距离之长都创下新纪录，這個紀錄在2023年才被氣旋弗雷迪打破。风暴形成时，东北太平洋正受1994至1995年间的厄尔尼诺现象影响，海面温度较高，给气旋强化带来有利条件。约翰因此达到萨菲尔-辛普森飓风等级下的最高级别，发展成五级飓风。
约翰共计持续31天，行进距离达11531公里，从东太平洋经中太平洋进入西太平洋，最后又回到中太平洋。該風暴在西太平洋亦達到颱風強度，是歷史上少有的既是颶風、又是颱風的熱帶氣旋。虽然强度很高，持续时间也长达一个月，但约翰基本没有对陆地构成显著影响，只有夏威夷群岛和美国位于约翰斯顿环礁的军事基地受轻微影响，风暴残留之后还对阿拉斯加州产生影响。

## 气象历史
据美国国家飓风中心估计，飓风约翰源于1994年7月25日离开非洲海岸的一股东风波，在穿越大西洋和加勒比海期间没有得到显著发展，之后穿过中美洲，于8月8日左右进入东太平洋。进入太平洋后，东风波逐渐发展，美国国家飓风中心于8月11日将位于墨西哥阿卡普尔科东南偏南方向约555公里海域、并且还在向西移动的系统编号为热带低气压10E并开始发布公告。虽然外界环境并不是很有利于热带气旋发展，但气旋还是迅速发展出带状特征和层次分明的外流，于当晚升级成热带风暴并获名“约翰”（John）。
受东北太平洋上空的强烈高压脊影响，约翰继续向西移动，而因上层风切变存在而无法超越热带风暴强度标准。由于风切变强度不断变化，风暴的强度波动也很大。在此期间，气旋上空云系多次被风切变破坏，约翰的强度一度降至接近热带低气压标准。在太平洋上空缓慢移动了8天后，风切变于8月19日开始大幅减少，约翰随即得到显著强化，于太平洋时区当天下午17点升级成飓风。8月19至20日的18小时里，约翰从一级飓风增强成大型飓风。8月20日上午11点左右，风暴进入中太平洋，预警责任由美国国家飓风中心移交中太平洋飓风中心。
进入中太平洋后，约翰继续缓慢西进，并因夏威夷群岛以南较远处洋面的环境有利而继续快速增强，于8月22日成为萨菲尔-辛普森飓风等级下最高级别的五级飓风，再于夏威夷标准时间当天晚上达到持续风速每小时280公里的最高强度。约翰还在22日这天（夏威夷标准时间）从夏威夷群岛以南约500公里海域经过，是风暴距该群岛最近的一次，并且一度存在转向北上的可能，对群岛构成威胁。但由于有高压脊的保护，约翰的移动路线保持偏南，只是其外围雨带还是在群岛产生狂风暴雨。
经过夏威夷群岛后，约翰开始缓慢转向北上，前进方向几乎正对约翰斯顿环礁，这里建有美国的军事基地，除基地人员外没有常驻人口。受风切变增多的影响，风暴缓慢减弱，强度从五级飓风标准降至一级，风力时速145公里。当地时间8月25日，约翰在约翰斯顿环礁以北仅24公里洋面掠过，这也是气旋距该群岛最近的一次。约翰斯顿环礁上测得的最大持续风速为每小时95公里，相当于强烈热带风暴标准，阵风时速则有120公里。

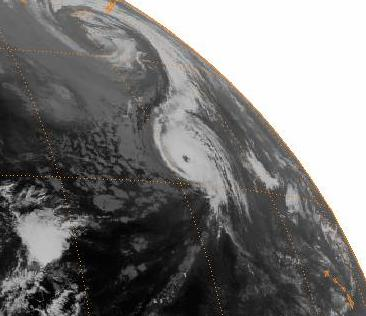
飓风约翰在中北太平洋偏北海域达到第三波最高强度，这时其北面有温带气旋逼近。

经过约翰斯顿环礁近海后，气旋转向西北，并因风切变减少而再度增强。当地时间8月27日，约翰达到风力时速210公里的第二波最高强度，并在不久后从北纬22°附近洋面穿越国际日期变更线，进入联合台风警报中心驻关岛办事处监控范围。至此风暴成为台风，并且在西太平洋行进期间都被称为台风约翰。穿过国际日期变更线后不久，约翰再次减弱并且基本停止前进。到了9月1日，系统已降级成热带风暴，而且就在国际日期变更线以西不远处洋面，基本没有移动。约翰在此徘徊6天之久，连续多天的移动路线形成逆时针环路。9月7日，由于有低压槽逼近，风暴快速向东北方向移动，于9月8日经过国际日期变更线回到中太平洋。
回到中太平洋后，约翰在中途岛以北较远处海域达到持续风速每小时145公里的第三波最高强度，相当于较为强烈的一级飓风。但由于低压槽和中北太平洋水温较低的共同影响，这一强度只保持了很短的时间。风暴结构快速消解，中太平洋飓风中心于9月10日发布针对系统的第120份公告，宣布约翰在乌纳拉斯卡岛以南约1600公里洋面转变成温带气旋。

## 预报困难
约翰进入西北太平洋后，联合台风警报中心在预测风暴动向和估计气旋强度上都遭遇困难。进入西北太平洋后，台风约翰的强度有大幅降低，联合台风警报中心在连续4份公告中都宣称系统已弱化成热带低气压，还认为气旋很快就会消散。但实际上，约翰并没有像联合台风警报中心预计的那样消散，所以该机构又在下一份公告中将系统升级成弱热带风暴。与此同时，有两份相互独立的船只报告称，约翰的持续风速至少有55节（相当于每小时100公里），远较联合台风警报中心公告中的35节（相当于每小时65公里）要快。风暴返回中北太平洋后还会继续增强，成为较为强烈的一级飓风，超出联合台风警报中心的所有预报。经过重新分析，该机构将协调世界时9月1日中午12点至9月8日中午12点间发布的所有有关约翰的公告作出修改，把其中估计的风力时速数据提高至少9公里，最多的则有40公里。

## 纪录
飓风约翰的持续时间长达31天，无论是在太平洋还是全世界都是持续时间最长的热带气旋（注意这个寿命纪录不包括变性为温带气旋后的时间），直到该纪录被2023年西南印度洋气旋“弗雷迪”打破。在约翰以前，太平洋持续时间最长的风暴是1992年的飓风蒂娜，持续24天；全世界持续时间最长的则是1899年的大西洋飓风“圣奇里亚科飓风”，持续了28天。此外，约翰虽然总体移动速度缓慢，但仍然是太平洋乃至全世界行进距离最远的热带气旋（仅计算热带性质，变性后的路径不算），总路程达1万1531公里，比1978年飓风菲乔的原有太平洋纪录（8700公里）长了2831公里。
由于中太平洋飓风中心当时尚未对热带气旋气压进行监测，因此约翰达到最高强度时的气压数据有欠完整。美国空军预备队侦察机测得风暴表面气压为929毫巴（百帕，27.43英寸汞柱），这一数据使约翰確定成为有纪录以来中太平洋最强烈的飓风之一。同年的飓风艾米利亚和飓风吉尔玛都已于此前在中太平洋达到更低的气压，两场风暴也都有五级强度，只是其风速还不及约翰。中心最低气压是衡量热带气旋强度的标准，只是气压值虽然大体和风速呈反比，但并不能直接挂钩。飓风约翰也是有纪录以来中太平洋的第四场五级飓风，前三场分别是1959年的飓风帕齐和同属1994年、但形成时间略早的飓风艾米利亚和飓风吉尔玛，但从风速而言，约翰每小时280公里的中太平洋飓风最高纪录仍然保持。此后直至2014年，中太平洋也只出现过一场五级飓风：2006年的飓风伊欧凯，其气压和风速也都像艾米利亚和吉尔玛一样低于约翰。考虑到929毫巴这一数据是在约翰的风力时速为257公里时测得，缺乏最高风速每小时280公里时的气压数据，所以约翰的实际强度有可能超越艾米利亚、吉尔玛和伊欧凯。除此以外，约翰还是有纪录以来第一场在东太平洋形成并增强成飓风后，又在西太平洋达到台风标准的热带气旋。截至2014年，只有飓风吉纳维芙也曾在東太平洋形成並增強成颶風後，又在西太平洋達到颱風標準。

飓风约翰处于五级强度时的卫星图像，其风速达到每小时270公里。

截至2014年，共有7个热带气旋曾在东太平洋、中太平洋和西太平洋存在，约翰是其中第4个。另外6个分别是1986年的台风乔杰特、1991年的飓风恩里克、与约翰同年的飓风李、1999年的飓风多拉、2003年的飓风希梅纳，以及2014年的飓风吉纳维芙。约翰也是有纪录以来第5个从西太平洋进入中太平洋的热带气旋。另外7个分别是1959年的飓风帕奇、1968年的热带风暴弗吉尼亚、1980年的热带风暴卡门、1985年的飓风斯基普、1996年的热带低气压17、2000年的热带风暴温妮，以及2010年的热带风暴奥米卡。最后，约翰还是有纪录以来第2个两次穿越国际日期变更线的热带气旋，另外3个分别是上文提及的飓风帕齐、飓风斯基普和热带低气压17。

## 影响
飓风约翰先后对夏威夷群岛和约翰斯顿环礁构成影响，但程度很轻。风暴在夏威夷群岛以南约550公里洋面经过，多个岛上的信风风速增强，朝向东南或南面的海岸还受到大浪冲击，并且随着气旋向西移动，群岛的西向海岸也出现大浪。沿海浪高在1.8至3米不等，凯卢阿科纳（Kailua-Kona）的海滩公园被淹。此外，夏威夷大岛因暴雨引发局部洪灾，但程度较轻，还有部分短线道路封闭。没有任何报道表明夏威夷群岛因这场飓风引发人员伤亡或严重破坏。
飓风约翰在距约翰斯顿环礁不足25公里海域掠过，但距该群岛最近时已大幅减弱成一级飓风。风暴来袭前，新闻报道称岛上的浪高达6.1至9.1米。与此同时，北半球热带气旋的最强风力和最大雨量大都集中在风暴前进方向的右侧（北面），所以位于约翰路径以南的约翰斯顿环礁也就免于受到风暴最强破坏力的冲击。不过，群岛上美军基地的1100名工作人员还是预先撤离到火奴魯魯，以防万一。群岛上的建筑物受到相当程度破坏，但由于海岛面积狭小、基地的作用也较为有限，因此破坏导致的损失不大，总计数额约为1500万美元（1994年美元）。
风暴残留途经阿留申群岛，在乌纳拉斯卡产生时速74公里的阵风。风暴还给当地带去暖空气，有两家气象站测得的气温为19°C，这在当地已属高温天气。